# Nikkaluokta

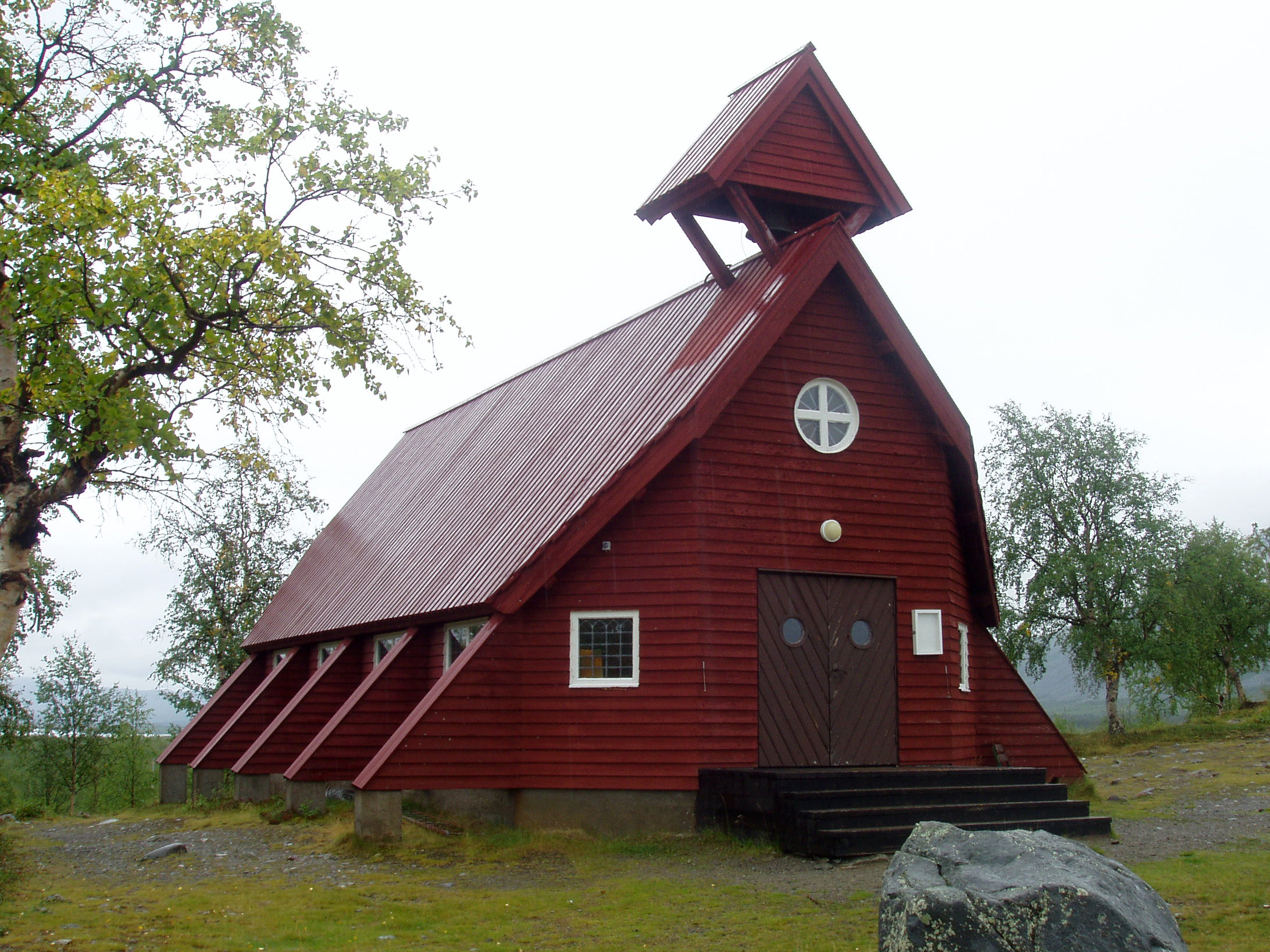
Die Kapelle von Nikkaluokta des Architekten Cyrillus Johansson

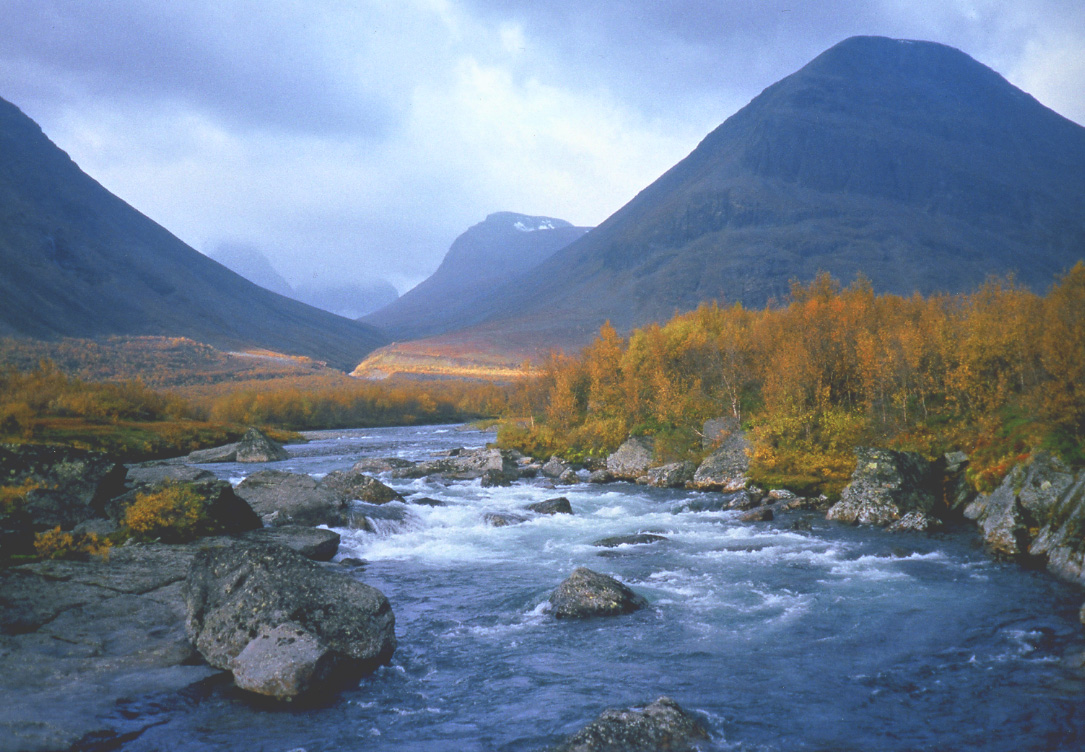
Das Vistastal, einen Tagesmarsch von Nikkaluokta entfernt

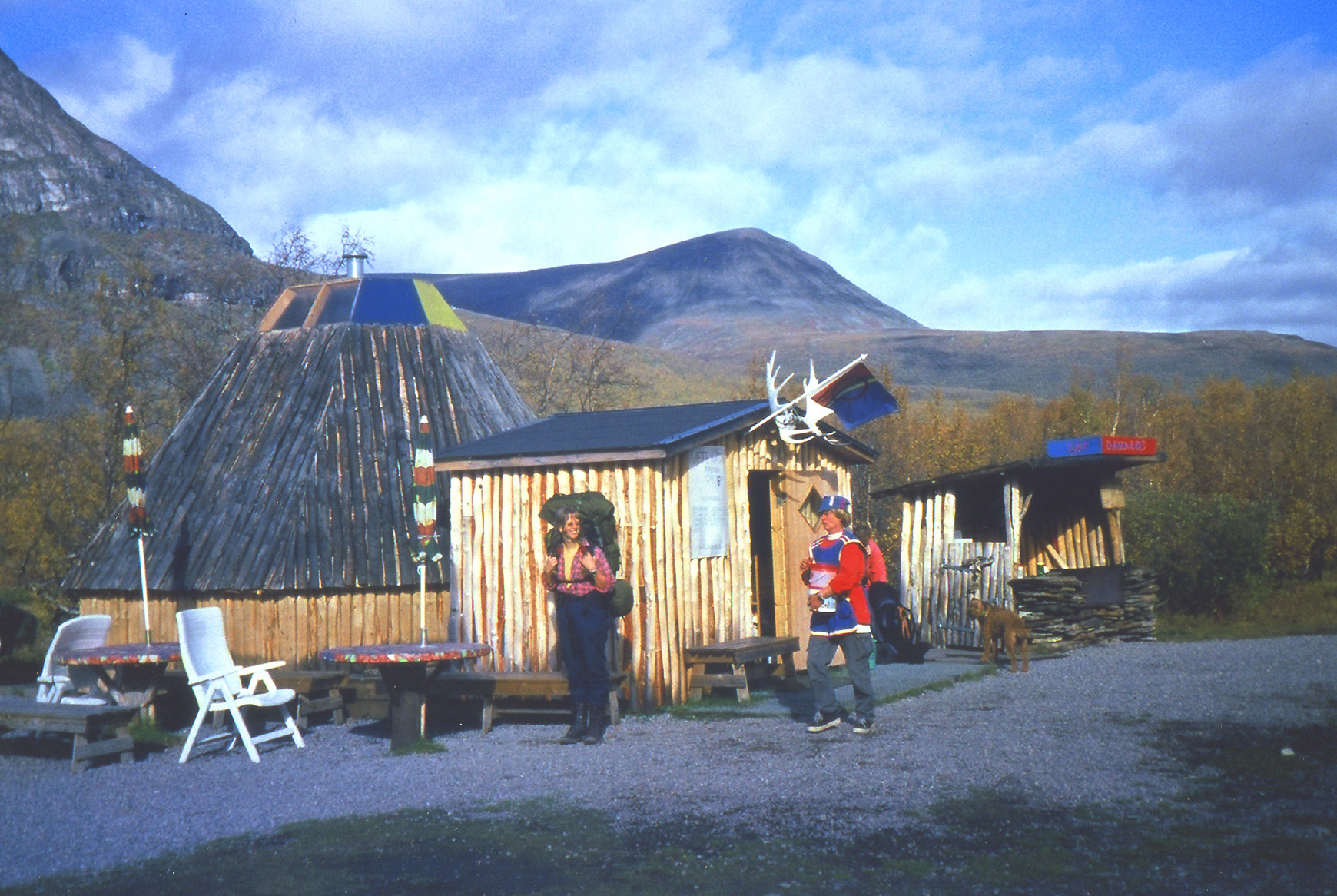
Schwedens einziger Renburger-Imbiss in der Wildnis, genannt „LapDånalds“

Nikkaluokta (samisch für Nils Bucht) ist ein Dorf im Norden Schwedens. Es ist vorwiegend von Samen bewohnt und gehört zur Provinz Norrbottens län und zur Großgemeinde Gällivare. Nikkaluokta befindet sich an der obersten Bucht des Sees Paittasjärvi. Die Stadt Kiruna ist knapp 70 km von der Bucht entfernt. Der kleine Ort liegt östlich des höchsten Bergmassives Schwedens, dessen höchster Gipfel die Südspitze des Kebnekaise ist.
Nikkaluokta wird gern als Ausgangspunkt für Wanderungen rund um den Kebnekaise oder auch zum Kungsleden genommen.
Wanderabstand zur Kebnekaise Bergstation ist 19 km und in 4–5 Stunden zu erreichen. Helikoptertransporte sind auch möglich (6 min.).
Der Rentierzüchter und Namensgeber Nils Olsson Sarri kam im Jahre 1910 mit seiner Frau von Norwegen durch das Vistastal und gründete den Ort. Sarri erlangte anschließend als erster samischer Bergführer lokale Berühmtheit. Sein Sohn Lasse führte den gleichen Beruf bis ins achte Lebensjahrzehnt aus und wurde damit zum ältesten Bergführer Schwedens. Doch erst im Jahr 1971 wurde eine Straße von Kiruna nach Nikkaluokta gebaut. Noch heute wird der gesamte Ort von der Familie Sarri dominiert.
Heute leben dort ganzjährig nur 22 Menschen. Der Ort besteht aus wenigen, verstreut liegenden Holzhäusern. Das „Zentrum“ bildet die von der Samenfamilie Sarri geführte Bergstation mit Restaurant und angeschlossenem Lebensmittelladen. Darum herum gruppieren sich etwa ein Dutzend einfacher Holzhütten für übernachtende Wanderer. Einige der Hütten sind sehr modern eingerichtet und verfügen über elektrischen Strom und sanitäre Anlagen. Der Tourist hat jedoch auch die Möglichkeit, in einer traditionellen Kote (Torfhütte) zu übernachten.
Am Ort endet eine von Kiruna kommende Buslinie. Zudem befindet sich dort ein Hubschrauberlandeplatz.
Wer von Nikkaluokta zum Kebnekaise wandert, trifft nach knapp 6 km am See Ladtjojaure auf Lapplands einzigen samischen Burger-Imbiss in der Wildnis. Über den See verkehrt ein Motorboot Richtung Kebnekaise.

## Klima
|                        | Jan   | Feb   | Mär   | Apr  | Mai  | Jun  | Jul  | Aug  | Sep  | Okt  | Nov  | Dez   |   |       |
| Mittl. Temperatur (°C) | −16,7 | −14,6 | −10,2 | −3,7 | 3,2  | 9,4  | 11,7 | 9,7  | 4,5  | −1,4 | −9,8 | −14,2 | ⌀ | −2,6  |
|                        |       |       |       |      |      |      |      |      |      |      |      |       |   |       |
| Niederschlag (mm)      | 30,1  | 23,0  | 26,2  | 26,0 | 30,5 | 46,1 | 81,6 | 63,7 | 49,7 | 44,9 | 39,7 | 31,9  | Σ | 493,4 |

|  |

|  |

|  |

|  |

|  |

|  |

|  |

|  |

|  |

|  |

|  |

|  |

|  |

|  |

|  |

|  |

|  |

|  |

|  |

|  |

|  |

|  |

|  |

|  |